# Erik Paulsen
Erik Philip Paulsen, född 14 maj 1965 i Bakersfield, Kalifornien, är en amerikansk republikansk politiker. Han representerade delstaten Minnesotas tredje distrikt i USA:s representanthus 2009–2019.
Paulsen gick i skola i Chaska High School i Chaska, Minnesota. Han avlade 1987 sin kandidatexamen vid St. Olaf College. Han var sedan verksam som affärsman och som medarbetare åt senator Rudy Boschwitz.
Kongressledamoten Jim Ramstad kandiderade inte till omval i kongressvalet 2008. Paulsen vann valet och efterträdde Ramstad i representanthuset i januari 2009.
Paulsen är lutheran av norsk härkomst. Han och hustrun Kelly har fyra barn: Cassie, Briana, Tayler och Liesl.